# تشارلز فيليب
تشارلز فيليب (بالفرنسية: Charles-Louis Philippe)‏ (و. 1874 – 1909 م) هو شاعر، وروائي، وكاتب فرنسي، توفي في باريس، عن عمر يناهز 35 عاماً، بسبب حمى نمشية.

## روابط خارجية
- تشارلز فيليب على موقع الموسوعة البريطانية (الإنجليزية)